# Smithiantha fulgida
Smithiantha fulgida là một loài thực vật có hoa trong họ Tai voi. Loài này được (Ortgies ex Van Houtte) Cheney miêu tả khoa học đầu tiên năm 1927.